# Dywizja Forteczna Warszawa
Dywizja Forteczna Warszawa (niem. Festungs-Division Warschau) – niemiecka improwizowana dywizja z okresu II wojny światowej pod dowództwem generała porucznika Friedricha Webera. Jedna z niemieckich dywizji fortecznych, podporządkowana XXXXVI Korpusowi Armijnemu ze składu 9 Armii (Grupa Armii A).

## Historia
Została sformowana 12 stycznia 1945 z mniejszych oddziałów niemieckich, które znalazły się w Warszawie i nie były przydzielone do większych związków taktycznych. Nie stawiała większego oporu i decyzją dowódcy 9 Armii generała majora Smilo von Lüttwitza opuściła miasto bez zgody jego przełożonych. Lüttwitz za niesubordynację stracił stanowisko a jednostka została rozwiązana 27 lutego 1945. 

## Skład
- 8 Pułk Piechoty Fortecznej
- 88 Pułk Piechoty Fortecznej
- 183 Pułk Piechoty Fortecznej
- 1320 Pułk Artylerii
- 22 Batalion Moździerzy
- 23 Batalion Moździerzy
- 67 Batalion Pionierów
- 669 Zmotoryzowana Kompania Łączności